# Franjo Malgaj
Franjo Malgaj [fránjo malgáj], slovenski častnik, pesnik in borec za severno mejo, * 20. november 1894, Hruševec pri Šentjurju, † 6. maj 1919, Tolsti Vrh.
Malgaj je bil izredno narodno zaveden Slovenec. Zanimal se je za slovensko zgodovino in narodopisje. Prav tako pa je imel zelo rad slovenske ljudske pesmi in je tudi sam pisal pesmi. 

## 1. svetovna vojna
Rodil se je očetu Juriju in materi Neži (rojena Črepinšek). Ob izbruhu 1. svetovne vojne je bil Franjo star dvajset let, že jeseni 1914 pa je bil vpoklican v slavni slovenski 87. celjski pešpolk. Malgaj, ki je končal šolo za rezervne častnike, je leta 1915 na soški fronti sodeloval v bojih z Italijani na doberdobski planoti, zatem pa je zbolel za tifusom. Hitro se je pozdravil in vrnil v svojo enoto. 87. celjski pešpolk je bil kasneje premeščen na Tirolsko in ko je avstrijsko poveljstvo istega leta iskalo prostovoljca, ki bi si upal zavzeti izjemno pomembno italijansko postojanko Monte Zebio, se je za to nalogo javil Malgaj. Izbral je 18 vojakov, Slovencev, in z njimi presenetil ter premagal Italijane. Za svoje dejanje je dobil najvišje avstro-ogrsko odlikovanje – zlato medaljo za hrabrost, ki je bila eden izmed najpomembnejših vojnih priznanj, kar jih je lahko prejel nižji častnik avstro-ogrske vojske. Kot dobitnik tega prestižnega odlikovanja je sredi 1917 poslan v zaledje, v okrevališče Enzenbach pri Gradcu, kjer je študiral pravo in se zasebno učil angleščine.
Čeprav je bil predlagan za napredovanje v čin rezervnega nadporočnika, tega čina ni dobil, ker je bil v sodni preiskavi.

## Povojna leta
Ob razpadu Avstro-Ogrske je Malgaj, ki je bil v tem času poročnik, v Celju zbral prostovoljce, doma večinoma iz Celja in okolice ter z njimi 6. novembra 1918 odšel na Koroško. S svojimi vojaki je osvobodil vse kraje v Mežiški dolini. Čin rez. nadporočnika je verjetno dobil 1. oktobra 1918 z ukazom vlade Države SHS v Zagrebu. V soglasju z generalom Maistrom je v usklajeni akciji 23. novembra prodrl v Labot in osvobodil tudi Velikovec. Pod njegovim poveljstvom so bili odbiti vsi poskusi ponovnega zavzema teh mest. Skupaj s Srečkom Puncerjem je pričel izdajati časopis Korotan. Toda podobno kot generalu Maistru so tudi nadporočniku Malgaju odvzeli pristojnost za Koroško. Poslan je bil v zaledje. Konec aprila 1919 je slovenska vojska, po odobritvi Narodne vlade v Ljubljani in poveljnika Dravske divizije generala Smiljanića, krenila v popolnoma zgrešeno in nepravilno vodeno ofenzivo na Koroškem. Vodil jo je polkovnik Milan Bleiweis. Ofenziva je po kratkem napredovanju zastala, ob avstrijski protiofenzivi, pa so Bleiweisovo poveljstvo in slovenske enote razpadle. Slovenske čete so v neredu začele umik proti Slovenj Gradcu in Radljam. V boje je takrat  posegel  tudi nadporočnik Franjo Malgaj s svojo četo in padel. Junija 1919 je general Krsta Smiljanić na čelu skupne slovensko-srbske vojske, vojske Države SHS, zavzel celotno slovensko Koroško, vse do Gospe Svete, vendar je kasneje zaradi neuspelega plebiscita 1920 slovenska Koroška ostala v avstrijskih rokah.

## Smrt
6. maja 1919 je, hoteč čim bolje videti sovražne premike, splezal na drevo pri Tolstem Vrhu. Ob sestopu z drevesa se mu je po nesreči zataknila veja ob ročno bombo, ki mu je visela za pasom, in ta je eksplodirala. Obstajajo pa še druge inačice njegove tragične smrti. Nadporočnik Franjo Malgaj je padel star komaj 24 let. Na mestu njegove smrti so mu Slovenci kasneje postavili spomenik. Ob začetku 2. svetovne vojne leta 1941 so nacisti tisti spomenik razbili in uničili, toda na istem mestu mu je bil po vojni postavljen novi. Posmrtno je bil leta 1920 odlikovan s Karađorđevo zvezdo z meči 4. stopnje.